# بریستول سیدلی ۶۰۵
بریستول سیدلی ۶۰۵ (به انگلیسی: Bristol Siddeley 605) یک موتور هواگرد ساختِ کارخانهٔ بریستول سیدلی در کشور بریتانیا است.